# Stazione meteorologica di Villa Minozzo
La stazione meteorologica di Villa Minozzo è la stazione meteorologica di riferimento relativa alla località di Villa Minozzo.

## Coordinate geografiche
La stazione meteo si trova nell'Italia nord-orientale, in Emilia-Romagna, in Provincia di Reggio nell'Emilia, nel comune di Villa Minozzo, a 520 metri s.l.m. e alle coordinate geografiche 44°23′N 10°27′E.

## Dati climatologici
In base alla media trentennale di riferimento 1961-1990, la temperatura media del mese più freddo, gennaio, si attesta a +2,3 °C; quella del mese più caldo, luglio, è di +22,9 °C .
| VILLA MINOZZO      | Mesi | Mesi | Mesi | Mesi | Mesi | Mesi | Mesi | Mesi | Mesi | Mesi | Mesi | Mesi | Stagioni | Stagioni | Stagioni | Stagioni | Anno |
| VILLA MINOZZO      | Gen  | Feb  | Mar  | Apr  | Mag  | Giu  | Lug  | Ago  | Set  | Ott  | Nov  | Dic  | Inv      | Pri      | Est      | Aut      | Anno |
| ------------------ | ---- | ---- | ---- | ---- | ---- | ---- | ---- | ---- | ---- | ---- | ---- | ---- | -------- | -------- | -------- | -------- | ---- |
| T. max. media (°C) | 4,9  | 6,1  | 10,3 | 14,8 | 19,2 | 24,6 | 27,3 | 26,0 | 21,2 | 15,4 | 10,2 | 5,3  | 5,4      | 14,8     | 26,0     | 15,6     | 15,4 |
| T. min. media (°C) | −0,4 | 0,0  | 3,8  | 7,7  | 11,4 | 16,2 | 18,5 | 17,8 | 14,6 | 9,7  | 5,4  | 0,6  | 0,1      | 7,6      | 17,5     | 9,9      | 8,8  |